# Mammillaria parkinsonii
Mammillaria parkinsonii là một loài thực vật có hoa trong họ Cactaceae. Loài này được Ehrenb. mô tả khoa học đầu tiên năm 1840.

## Hình ảnh

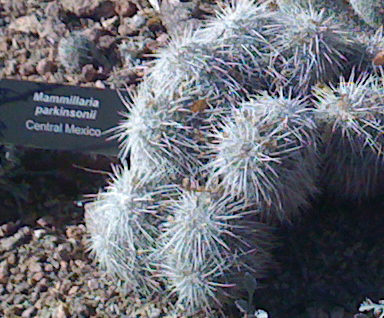
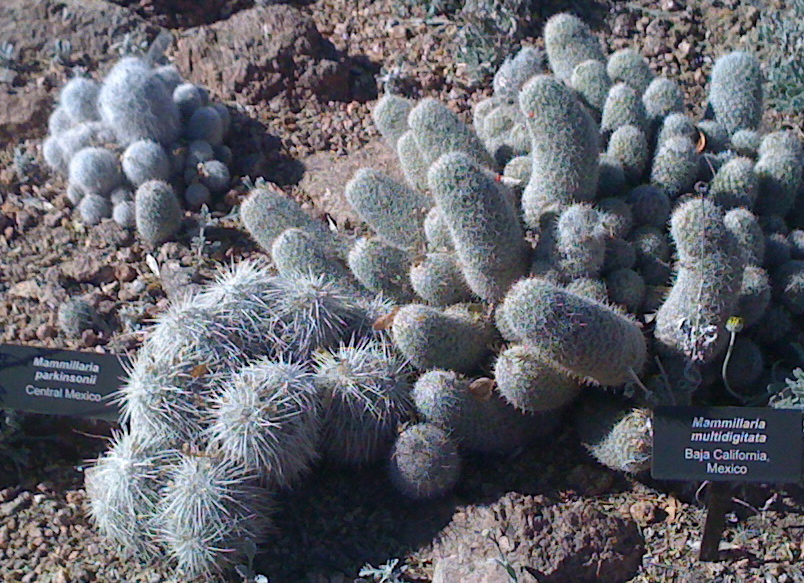
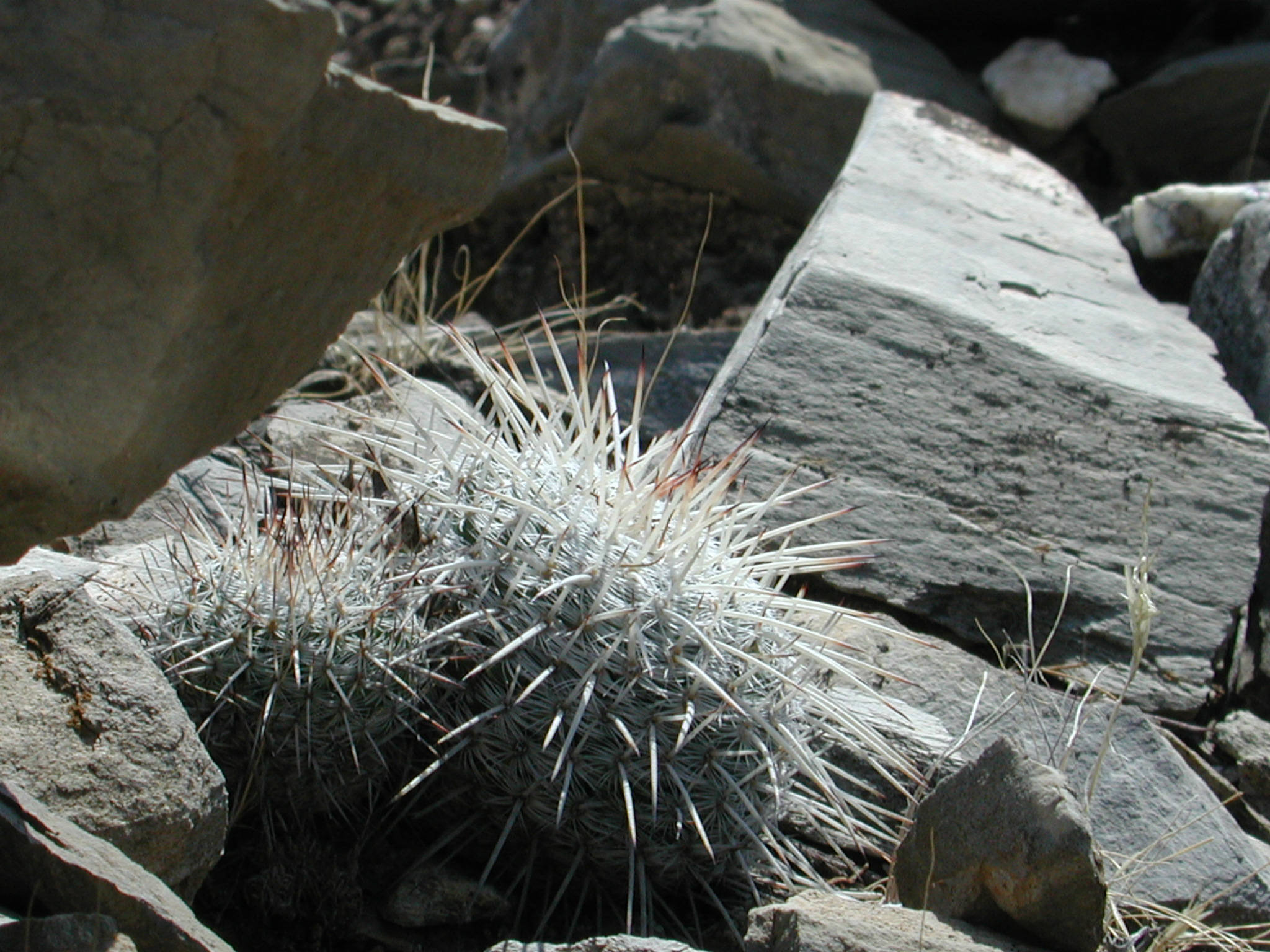
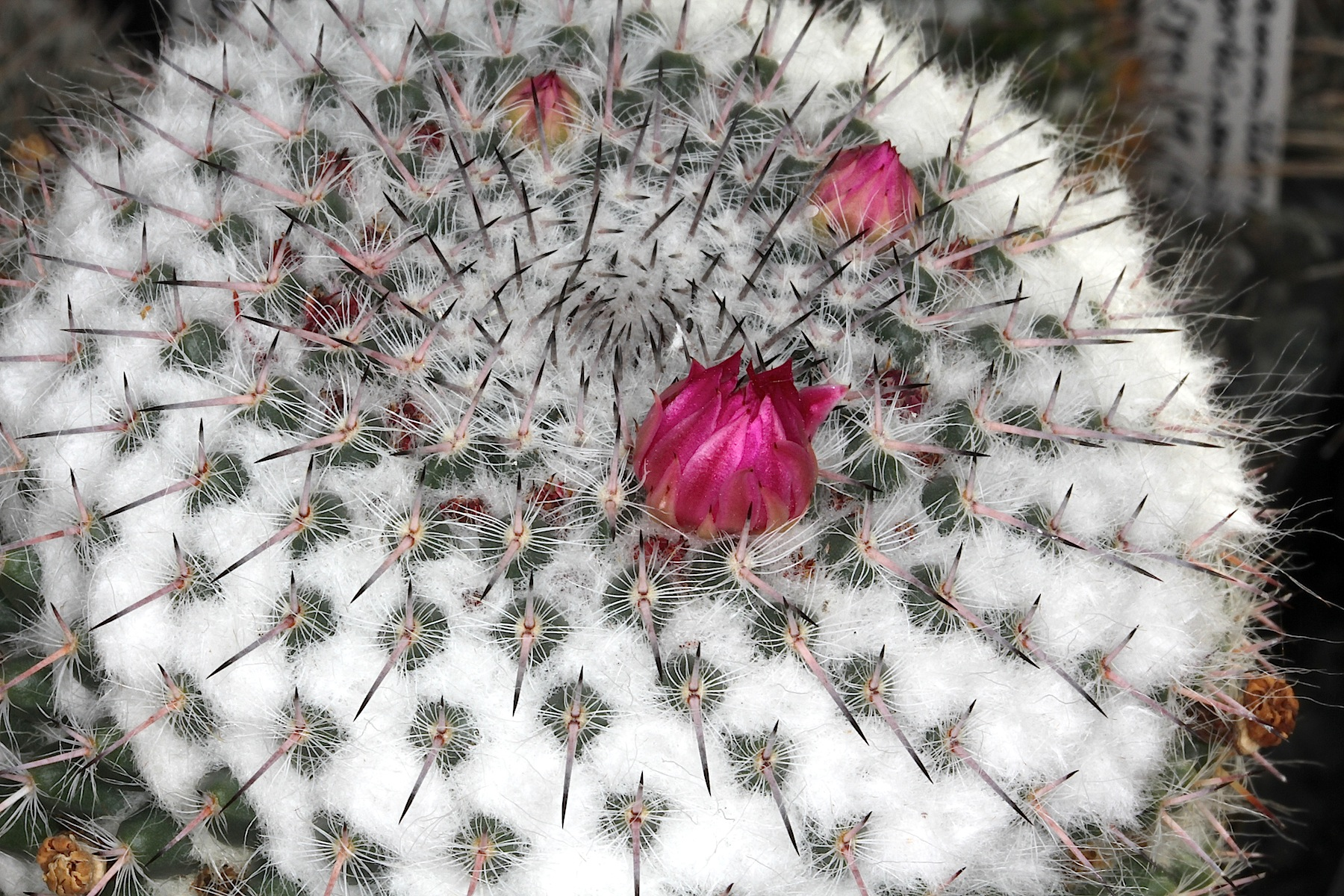